# Aplousina filum
Aplousina filum är en mossdjursart som först beskrevs av Jullien och Calvet 1903.  Aplousina filum ingår i släktet Aplousina och familjen Calloporidae. Inga underarter finns listade i Catalogue of Life.